# Camila Morrone
Camila Morrone, född den 16 juni 1997 i Los Angeles i Kalifornien, är en argentinsk-amerikansk skådespelare.
Morrone har bland annat medverkat i filmerna Death Wish och Never Goin' Back från 2018 samt Mickey and the Bear från 2019 där hon haft ledande roller. Hon har spelat en av huvudrollerna i TV-serien Daisy Jones & The Six.

## Personligt
Morrone har varit i ett förhållande med Leonardo DiCaprio.

## Filmografi (i urval)
- 2018: Death Wish
- 2018: Never Goin' Back
- 2019: Mickey and the Bear
- 2023: Daisy Jones & The Six (TV-serie)
- 2024: Marmalade